# Eliseo Fernández Fernández
Eliseo Fernández Fernández (n. Ferrol, España; 1967) es un historiador gallego.

## Trayectoria
Diplomado en Biblioteconomía y Documentación, es miembro y colaborador del Ateneu Libertário Ricardo Mella de La Coruña y del Ateneu Libertário Francisco Iturralde de Ferrol. Fue además presidente del Ateneo Ferrolán entre los años 2014 y 2016.
Colaboró con la Fundación Aurora Intermitente de Madrid, en la clasificación de sus fondos hemerográficos y archivísticos, así como con la Fundación Anselmo Lorenzo de Madrid en la catalogación de sus fondos hemerográficos. 
Entre sus áreas de interés están el anarquismo y anarcosindicalismo en Galicia, los anarquistas gallegos en la emigración y el exilio, y las bibliotecas obreras. En torno a estos temas, participa en conferencias, jornadas y debates.

## Obra
- O Congreso da Paz de Ferrol (1915), en A Nosa Terra, agosto de 1998.
- Unha biblioteca obreira: O Centro Obrero de Cultura y Beneficencia de Ferrol (1911-1936) (con Rafael Corrales Siodor); Fundación Luis Tilve, 1999.
- Achegamento ás fontes de información sobre Galicia en Internet, en III Xornadas ANABAD Galicia (con Rafael Corrales Siodor); Fundación Luis Tilve, 1999.
- José López Bouza, do anarquismo ao republicanismo. E o seu fillo o pintor José López Fernández; Edicións do Castro. Colección Documentos, 2002.
- O anarquismo na Galiza (con Dionisio Pereira); Edicións Positivas, 2004. ISBN 84-87783-79-1
- Obreirismo ferrolán; Edicións A Nosa Terra, 2005.
- O movemento libertario en Galiza (con Dionisio Pereira); Edicións A Nosa Terra, 2006. ISBN 84-8341-059-1.
- A fuxida do Portiño; A Nosa Terra, 2009. Con Dionísio Pereira, Emilio Grandío e Carlos Velasco.